# Корисні копалини Індії
Індія має значні запаси мінеральних ресурсів — руд заліза, алюмінію, титану, рідкісних металів, слюди.

## Загальна характеристика
У надрах Індії є також родовища. нафти, вугілля, руд золота, міді, свинцю і цинку, бариту, флюориту, графіту, кіаніту, гіпсу, солей, фосфатів, дорогоцінних каменів (алмазів, смарагдів, аквамаринів, сапфірів та ін.) — див. табл. 1.
Таблиця 1. — Основні корисні копалини Індії станом на 1998—1999 рр.
| Корисні копалини               | Запаси       | Запаси   | Вміст корисного компоненту в рудах, % | Частка у світі, % |
| Корисні копалини               | Підтверджені | Загальні | Вміст корисного компоненту в рудах, % | Частка у світі, % |
| Алмази, млн кар.               |              | 0,4      |                                       |                   |
| Боксити, млн т                 | 668          | 2525     | 47 (Al2O3)                            | 2,5               |
| Барит, тис. т                  | 20000        | 29000    | до 92 (BaSO4)                         | 5,9               |
| Оксид берилію, тис. т          | 2,7          | 177      | 0,18 (ВеО)                            | 1,2               |
| Вольфрам, тис. т               | 2            | 7        | 0,1 (WO3)                             | 0,1               |
| Залізні руди, млн т            | 5400         | 12000    | 61                                    | 3,1               |
| Золото, т                      | 65           | 100      | 0,3-3,5 г/т                           | 0,1               |
| Кобальт, тис. т                | 10           | 18       | 0,06                                  | 0,2               |
| Марганцеві руди, млн т         | 105          | 176      | 38 (Mn)                               | 2,9               |
| Мідь, тис. т                   | 3520         | 8564     | 1,21                                  | 0,5               |
| Молібден, тис. т               | 4            | 4        | 0,03                                  |                   |
| Нафта, млн т                   | 595          |          |                                       | 0,4               |
| Олово, тис. т                  | 5            | 7        |                                       |                   |
| Вугілля, млн т                 | 69947        | 202000   |                                       |                   |
| Апатити, млн т                 | 2            | 25,5     | 25 (Р2О5)                             | 0,04              |
| Фосфорити, млн т               | 17,4         | 25       | 24,5 (Р2О5)                           | 0,34              |
| Хромові руди, млн т            | 85,6         | 135      | 31 (Cr2O3)                            | 1,9               |
| Цинк, тис. т                   | 17368        | 22408    | 5                                     | 6,3               |
| Уран, тис. т                   |              | 76,33    | 0,16                                  |                   |
| Плавиковий шпат, млн т         | 2,6          | 3,3      | 24 (CaF2)                             | 1,4               |
| Природний горючий газ, млрд м3 | 491          |          |                                       | 0,3               |
| Свинець, тис. т                | 5641         | 6537     | 1,6                                   | 4,6               |
| Срібло, т                      | 8000         | 9000     | 120 г/т                               | 1,5               |

## Окремі види корисних копалин
Див. також Нафта і газ Індії
Нафта і газ. В І. виділяють 15 нафтогазоносних басейнів. Більшість родовищ нафти і газу (понад 70) зосереджена в Камбейському нафтогазоносному басейні, розташованому на заході країни. Достовірні запаси нафти — 460 млн т., газу — понад 410 млрд м³. Скупчення нафти залягають в палеоцен-олігоценових і міоценових відкладах на глиб. 440—1800 м. Поклади багатопластові, склепінчасті, тектонічно екрановані. На суші сер. глибина свердловин 3 км, на шельфі — 2 км. Найбільш великі родовища — Бомбей-Хай з поч. розвіданими запасами нафти до 250 млн т., Панна — 70 млн т, Анклешвар — 50,4 млн т. Другий нафтогазоносний басейн І. — Ассамський — на півн.-сході країни. Продуктивні пісковики серій Бараїл (олігоцен) і Типам (ниж. міоцен) на глиб. 50-3400 м. Найбільше родов. — Нахоркатья з поч. розвіданими запасами нафти 44,3 млн т. Нафти Камбейського бас. легкі і середні (густина 790—860 кг/м³), малосірчисті. Вміст парафіну 2,4-5,7 %. Гази вільні і розчинені, жирні, вміст гомологів метану 10-55 %. У Ассамському бас. нафти середні (830—860 кг/м³) і важкі (860—920 кг/м³). Вміст сірки не перевищує 0,32 %, парафіну 2-23 %.
У 2000—2001 рр. в Індії британською компанією Cairns Energy plc зроблена серія газових відкриттів в акваторії Камбейської затоки біля узбережжя штату Гуджарат (блок СВ-OS-2), сумарні запаси газу яких визначаються в 28 млрд куб.м. Газове родовище Лакшмі (8.5-11 млрд куб.м) підтверджене двома свердловинами. Свердловина СВ-А-1, пробурена в 2000 р. між газовими родовищами Хазіра і Тапті-Норт, розкрила складно побудовану продуктивну зону в інтервалі глибин 760—1270 м. При випробуванні інтервалу 800—860 м отримані притоки 0.8 млн м3/добу сухого газу. За 7.5 км на півд.-схід від Лакшмі відкрите газове родов. Гаурі св. (СВ-В-1). На початку 2001 р. виявлене газове родовище Амбе (1.4-5.7 млрд куб.м), у свердловині СВ-З-1 зафіксовано притік газу 1.2 млн м³/добу з двох продуктивних горизонтів. Свердловина CB-G-1 виявила продуктивність структури Параваті. Влітку 2001 р. у свердловині DWN-R-1 (блок KG-DWN-98/2, компанія Cairn Energy) біля берегів штату Андхра-Прадеш з двох продуктивних горизонтів отримано притік 2.3 млн м³/добу.
Національна індійська компанія Oil and Natural Gas Corp. (ONGC) у 2002 р виявила запаси нафти і газу на захід від великого газового родовища Васай (Vasai) біля берегів Індії поблизу м. Бомбей. За попередньою оцінкою нове родов. має запаси бл. 48 млн т н. е. В цьому ж районі відкрите родов. Іст-Васай (East Vasai) з запасами 97 млн т нафти і 100 млрд м³ газу [Oil & Gas Journal online].
У 2002—2003 рр. компанії Reliance Industries Ltd., Mumbai, і Niko Resources Inc., Calgary зробили велике газове відкриття в блоці D6 біля східного узбережжя Індії (басейн Крішна-Годаварі). Нове родовище містить близько 200 млрд м³ газу і за оцінками є найбільшим газовим родовищем в Індії [Oil and Gas Journal. 2003. V.101]. Але виявлені компанією Reliance в 2002 р п'ять родовищ з сумарними притоками газу 40 млн куб.м/добу в басейні Крішна-Годаварі недостатні для задоволення зростаючих потреб Індії в природному газі, які протягом п'яти років досягнуть 230—235 млн куб.м/добу [Oil & Gas Journal online].
Див. також Вугілля Індії

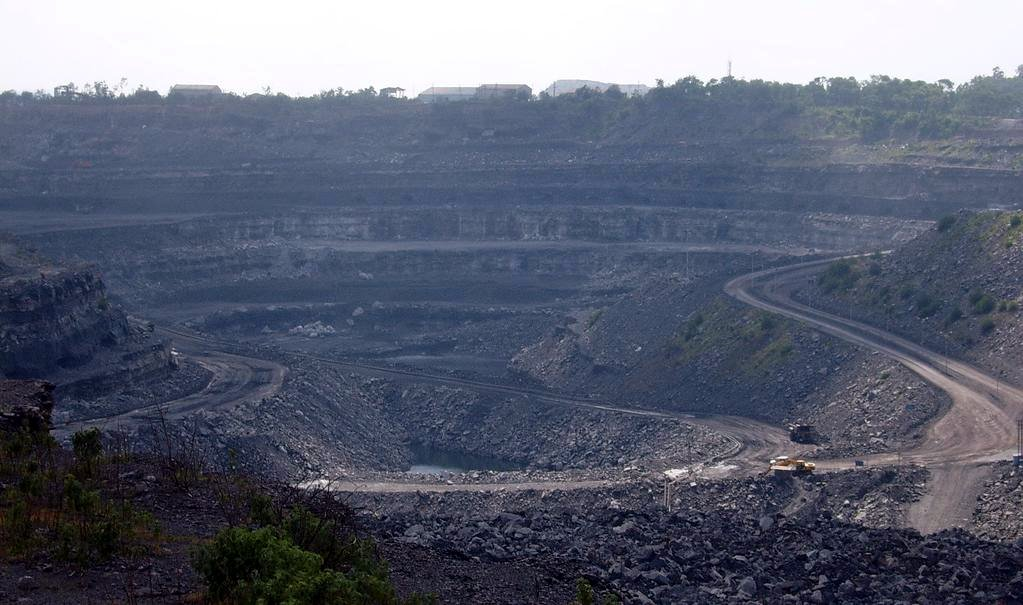
Вугільна шахта в районі Дханбад штату Джхаркханд.

Запаси вугілля в надрах країни оцінюються в 208 млрд т, в тому числі достовірно підраховані 70 млрд т. [Indian coal: racked with private sector and imports competition // CoalTrans Int. — 2000. — 15, 1]. Доступні для експлуатації запаси вугілля оцінюють в 51 млрд т, головні поклади знаходяться в Біхарі і на заході Західної Бенгалії, що потребує транспортування вугілля в інші райони країни. Запаси коксівного вугілля оцінюються приблизно в 4 млрд т.
Бл. 56 % всіх запасів кам'яного і бурого вугілля в І. зосереджено в шт. Біхар, Зах. Бенгалія і Мадхья-Прадеш. У Дамодарському вуг. бас. І. знаходяться найважливіші родов. коксівного вугілля Джхарія, Ранігандж, Сх. і Зах. Бокаро, Півн. і Півд. Каранпура та ін. В бас. р. Маханаді (шт. Орісса) розташовуються родов. енергетичного вугілля Хангір, Іб і Талчер. У бас. відомо 3-4 пласти робочої потужності, один з яких на родов. Талчер досягає 44,6 м. Характеристики вугілля: вологість 8-14 %, вміст летких речовин 20,9-36,6 %, золи 8-25 %. У долині р. Сон (шт. Мадхья-Прадеш) відомо декілька родов. в тому числі Сінграулі, з унікальним за потужністю пластом Дахінгурдак (133 м). На найбільшому буровугільному родов. Нейвелі (шт. Тамілнад) із загальними запасами 3,3 млрд т розробляється один пласт потужністю 18 м. Вугілля малозольне (3 %), вологість 50 %, вихід летких речовин 25 %, теплота згоряння 10,2-15,0 МДж/кг.
Уран. Всі пром. родов. уранових руд знаходяться в Сінгбхумській зоні в метаморфізованих породах докембрію (всього 58 тис.т. в перерахунку на оксид, вміст урану 0,02-0,2 %). Найбільше родов. — Джадугуда (два рудні поклади потужністю 5-6 м і 2-3 м); 75 % урану зосереджено в уранініті, 22 % — в апатиті і мінералах групи пірохлору-мікроліту.
Залізо. Кількість зал. руд в І. оцінюється в 13,3 млрд т. Руди — гематитові і магнетитові, асоціюють із залізистими кварцитами докембрію (штати Біхар і Орісса). Вміст заліза в гематитових рудах 55-62 %. Найбільші родовища — Кудремукх, Маюрбхандж, Дург, Байладіла, Гоа, Белларі-Хоспет, Бабабудан, Салем. Головні сховища високосортного гематиту станом на 2002 р зосереджені в районах Madhya Pradesh (630 млн т), Orissa (320 млн т), Karnataka (220 млн т) і Bihar (85 млн т). Середній вміст Fe 62-65 % має місце в Bihar (1 790 млн т), Orissa (1 300 млн т), Madhya Pradesh (485 млн т), Karnataka (440 млн т) і Goa (150 млн т). Металургійний кондиційний магнетит знаходиться в Karnataka (1 150 млн т), Goa (100 млн т) і Andhra Pradesh (40 млн т).
Марганцеві руди (запаси 100 млн т.) локалізуються в зоні вивітрювання докембрійських метаморфічних порід (гондитів), що вміщають також пласти оксидних (браунітових) руд. Вміст марганцю в рудах 31-54 %, проте запаси багатих руд сильно виснажені і оцінюються в 5 млн т. Гол. марганцеворудні райони — в шт. Мадхья-Прадеш і Махараштра.
У Індії родовища марганцевих руд дрібні, двох типів. До першого належать родовища оксидних (брауніт-голландитових) руд в слабкометаморфізованих докембрійських теригенних відкладах. Рудні пласти і лінзи мають протяжність від десятків метрів до 2-3 км, потужність — 1-15 м. У зоні вивітрювання збагачені марганцем, містять піролюзит і псиломелан. У штаті Гуджарат загальні запаси руд цього типу становлять 25 млн т, в штатах Мадхья-Прадеш і Махараштра — по декілька мільйонів тонн; є такі родовища і в штаті Орісса. Первинні руди звичайно середньої, рідше високої якості. Вміст марганцю — 31-55.5 %; заліза — 2-7.5 %; кремнезему — 2-19 %; фосфору — 0.07-0.35 %. Руди легкозбагачувані, розробляються кар'єрами.
Другий тип — родовища марганцево-силікатної формації в архейських товщах. Пачки, пласти і лінзи гондитів і кодуритів потужністю від 3-5 до 30-60 м досягають довжини 3-6 км і більше. Рудні тіла являють собою марганцевий капелюх потужністю 10-30 м, іноді 50-100 м, складені піролюзитом, манганітом, псиломеланом, криптомеланом. У найбагатших рудах вміст марганцю досягає 68-72 %, звичайно він коливається від 30 % до 52 %; заліза — 4-10 %; кремнезему — 3.6-8.6 %; фосфору — 0.08-0.17 % (рідко до 0.6 %). У штатах Мадхья-Прадеш і Махараштра запаси руд цього типу оцінені в 81 млн т, в штаті Орісса — понад 5 млн т. У районі Балагхат (шт. Мадхья-Прадеш) піролюзит-псиломеланові руди містять 48-52 % Mn; 6-9 % Fe; 3.5-9 % SiO2; 0.08-0.16 % Р. Використовуються без збагачення, спосіб відробки — відкритий.
Титанові руди в І. пов'язані з прибережно-морськими розсипами важких пісків, що містять ільменіт, рутил (запаси: рутил — 7 млн т., ільменіт — 64 млн т. на оксид), монацит, циркон, ґранат. Найбільш великі родов. — в шт. Керала і Тамілнад. Основна частина запасів (90 %) хромових руд в Індії з вмістом 36-59 % Cr2О3 зосереджена в масивах ультраосновних порід в шт. Орісса (Сукінда, Наусахі і інш.).
Поліметали. Загальні ресурси Pb-Zn-руд, переважно в штаті Раджастан (зокрема родовище Даріба-Раджпура), оцінюються в 390 млн т, в тому числі добувні запаси — 170 млн т з сер. вмістом Pb 2,16 і Zn 8,16 %. Зокрема, в районі Бхілвара запаси родов. оцінюються в 60,5 млн т з сер. вмістом Zn 13,5 і Pb 1,93 %.
Боксити. У Індії зареєстровано 3037 бокситових родовищ, більшість з яких (із загальними запасами 1500 млн т) розташована на узбережжі Бенгальської затоки в штаті Орісса. У сусідньому штаті Андхра-Прадеш загальні запаси родовищ бокситів становлять 600 млн т. Невеликі запаси бокситів є в штатах Біхар, Гуджарат, Мадхья-Прадеш, Тамілнад, Карнатака, Махараштра і Гоа. Родовища гібситових бокситів латеритного типу поверхневі і з домінуючою пластовою формою покладів. У 70-х роках велика кількість бокситових родовищ була відкрита в гірській системі Східні Гати на сході Індії. Родовища в основному гібситові із вмістом 42-45 % Al2O3 і менше 3 % SiO2. Принаймні 12 значних родовищ визнані придатними для розробки, але тільки одне з них — родовище Панпачтмалі в штаті Орісса — експлуатується в кінці ХХ ст.
Станом на 2002 р запаси високосортного бокситу в країні оцінюються в 2 620 млн т, більша частина яких — кайнозойські латеритні, що складають пластові та лінзоподібні рудні тіла потужністю 0,5-10 м. Боксити гібситові з вмістом глинозему 45-55 %.
Берилій. Всі встановлені запаси берилію зосереджені в числ. пегматитових родов. трьох великих поясів (Біхар, Раджастхан і Неллур). Видобуток берилу здійснюється попутно з мусковітом. Вміст берилу в пегматитах Біхара бл. 2,7-2,9 %.
Вольфрамові руди відомі в І. в декількох невеликих родов. найбільше — Дегана в шт. Раджастхан. Вміст WO3 в рудах 0,54 %.
Золото. Найважливіші родов. золота І. розташовані на півдні в шт. Карнатака. Мінералізовані зони дроблення і кварцові жили залягають в амфіболітах і хлоритових сланцях архейських зеленокам'яних поясів. Найбільше родов. — Колар, менш значні — Хутті, Рамагірі.
Літій. Запаси літієвих руд сконцентровані в скупченнях лепідоліту, в пегматитах Біхарського поясу.
Мідь. Родов. мідних руд розташовані в двох гол. рудних районах — Сінгхбхумському (шт. Біхар) і Кхетрі (шт. Раджастхан). Найбільші родовища — Мосабон, дві рудні зони прослідковуються на 4,8 км за простяганням і на 900 м на глибину, Мадхан-Кудхан і Коліхан.
Нікель. Нікелеві (силікатні) руди (запаси 780 тис. т. металу) знаходяться в латеритних корах вивітрювання на ультрабазитах. Родов. — в шт. Орісса. Вміст нікелю в рудах 0,8-1,48 %. Попутний — кобальт, запаси якого оцінюються в 6 тис. т.
Олово. Родов. олов'яних руд дрібні, пов'язані з пегматитами (Говіндпал і Читалнар) шт. Мадхья-Прадеш.
Поліметали. Основна частина запасів свинцево-цинкових руд І. укладена в родов. стратиформного типу в протерозойських карбонатних породах рудного району Завар, шт. Раджастхан. Руди містять 1,5 % свинцю і 3,6 % цинку. Перспективні родов. розташовані в шт. Орісса, Гуджарат, Мадхья-Прадеш і Андхра-Прадеш.
Індія має значні запаси гірничохімічної сировини: бариту (понад 17 млн т), флюориту (понад 14 млн т.), фосфатів (понад 160 млн т.фосфоритів). Запаси бариту укладені в гідротермальних жильних родов. району Кудапа, шт. Андхра-Прадеш. Кварц-баритові жили довжиною до 100 м містять понад 30 % бариту. Запаси флюориту І. сконцентровані в карбонатитовому родов. Амба-Донгар, шт. Гуджарат (вміст флюориту 30 %) та родов. Мандо-Сипал, шт. Раджастхан (вміст флюориту в кварц-флюоритових жилах 16 %). Основна частина запасів фосфатів (85 %) зосереджена в докембрійських фосфоритах району Удайпур, шт. Раджастхан. Зустрічаються багаті руди із вмістом P2О5 понад 25 %. Бідні фосфоритові руди відомі в мезозойських відкладах Індії.
Барит. У Індії 97 % баритових запасів країни розвідано на найбільшому у світі власне баритовому родовищі Мангампет (шт.)(Андхра-Прадеш). Незначні запаси є також в штаті Раджастхан. На родовищі Мангампет пластові рудні тіла залягають в протерозойських товщах згідно з нашаруванням. Покладів два, вони розташовані за 700 м один від одного, виконуючи ядра дрібних синклінальних складок. Північний поклад при довжині 750 м має потужність від 40 м (в центральній частині) до 5 м (в крайовій). Південний — довжиною 200 м має потужність до 12 м (в центральній частині). Підстилаючі і перекриваючі породи представлені вітрокластичними туфами. Генезис родовища вважається вулканогенним. Вміст бариту досягає 94 %.
З нерудної індустріальної сировини І. має запаси азбесту (запаси 275 тис. т, родов. в районі Кудапа в шт. Андхра-Прадеш, а також в шт. Біхар). Всі запаси кристалічного графіту в І. пов'язані з докембрійськими метаморфічними породами (родов. в шт. Орісса, Раджастхан, Керала і інш.). Країна має в своєму розпорядженні великі запаси високоглиноземистих мінералів — кіаніту, силіманіту, андалузиту. Одне з найбільших у світі родов. масивного кіаніту — Лапса-Буру (шт. Біхар). Інші великі родов. кіаніту і силіманіту — Дахегаон, Гарібпета (шт. Махараштра і Андхра-Прадеш), руди яких містять 25-66 % глинозему. Унікальне за якістю сировини родов. силіманіту — Сонапахар (шт. Ассам), в рудах якого вміст силіманіту становить 64-77 %. В шт. Біхар і Уттар-Прадеш відомі родов. андалузиту. Великі родов. магнезиту є в районі Алмори і в шт. Тамілнад.
За запасами мусковіту І. займає 1-е місце у світі (за різними даними 14-24 млн т); вони зосереджені більш ніж в 700 дрібних пегматитових родовищах. Найбільші райони пегматитів — Біхарський слюдоносний район (300 родов.), Раджастханський (200) і Неллурський (60) райони. Вміст мусковіту 100—150 кг/м3, вихід листової слюди до 17 %. У І. є численні дрібні родов. пірофіліту, тальку і флогопіту.
Дорогоцінні і виробні камені. В районі Панни (шт. Мадхья-Прадеш) знаходиться корінне (Маджгаон) і декілька розсипних родов. алмазів, загальні запаси яких оцінюються в 1,3 млн кар (з них 1,1 — ювелірних). Є родовища смарагдів, аквамаринів, сапфірів, рубінів, місячного каменя (польового шпату), аметисту, ґранату, агату; найбільші, г.ч. розсипні родов. агату розташовані в шт. Гуджарат, Махараштра і Біхар.
Нерудні буд. матеріали І. представлені численними дрібними родов. цегельних і каолінових глин, вапняків, мармуру, буд. каменю (доломіту, чарнокітів, гранітоґнейсів, кварцитів), покрівельних сланців, кварцового (скляного) і буд. пісків.